# Cybianthus rufus
Cybianthus rufus är en viveväxtart som först beskrevs av Cyrus Longworth Lundell, och fick sitt nu gällande namn av G. Agostini. Cybianthus rufus ingår i släktet Cybianthus, och familjen viveväxter. Inga underarter finns listade i Catalogue of Life.